# Figueirópolis
Figueirópolis är en kommun i Brasilien.   Den ligger i delstaten Tocantins, i den centrala delen av landet, 400 km norr om huvudstaden Brasília. Antalet invånare är 5 340.
Omgivningarna runt Figueirópolis är huvudsakligen savann. Runt Figueirópolis är det mycket glesbefolkat, med 5 invånare per kvadratkilometer.